# كارم (قمر)
كارم (بالإنجليزية: Carme)‏ هو قمر طبيعي غير نظامي يتحرك بحركة تراجعية تابع لكوكب المشتري.
و ينتمي هذا القمر إلى مجموعة كارم التي أعطاها اسمه والمكونة جميعها من أقمار غير نظامية وتتحركة بحركة تراجعية دائرة حول المشتري على مسافة تتراوح بين 23 و 24 جيجامتر وزاوية ميلان تبلغ تقريباً 165°.

## اكتشافه
تم اكتشاف هذا القمر بواسطة العالم الفلكي سيث بارنز نيكولسن في مرصد جبل ويلسون في يوليو عام 1938 للميلاد ، ولم تتم تسميته رسمياً حتى العالم 1975 للميلاد  حيث كان يعرف قبلها باسم المشتري الحادي عشر (بالإنجليزية: Jupiter XI)‏ وقد كان يعرف بين عامي 1955 و 1975 للميلاد باسم بان.
في الوقت الحالي بان هو اسم لأحد أقمار كوكب زحل.

## وصلات خارجية
- ملف القمر كارم بواسطة برنامج ناسا لاكتشاف النظام الشمسي
- صفحات ديفيد جويت
- أقمار المشتري المعروفة (بواسطة سكوت شيبارد)